# Lista de membros da Royal Society eleitos em 2004
Esta é uma lista de Membros da Royal Society eleitos em 2004.

## Fellows
- Samson Abramsky
- Spencer Charles Hilton Barrett
- Julian Besag
- Tim Birkhead
- Martin Bobrow
- Donal Donat Conor Bradley
- Malcolm Watson Brown
- Richard Catlow
- Graeme Clark
- Gordon Conway
- Lennox Cowie
- Anthony George Cullis
- Partha Dasgupta
- Nicholas Edward Day
- Caroline Dean
- Graham Dockray
- Richard Michael Durbin
- David Epstein
- Gerard Evan
- Bland Finlay
- Norman Fleck
- Carlos Frenk
- Vernon Charles Gibson
- Lynn Gladden
- Bryan Grenfell
- Stephen Edgar Halford
- Andrew David Hamilton
- Edward Hinds
- David William Holden
- David Thomas Kemp
- Malcolm Longair
- Alan Douglas Martin
- John Francis Brake Mitchell
- William Branks Motherwell
- David Preiss
- John Adrian Pyle
- Carol Vivien Robinson
- Nancy Rothwell
- Frank Sherwood Rowland
- David Henry Soloman
- Peter St George-Hyslop
- Christopher Stringer
- David Tollervey
- Sir Nicholas Wald
- Dale Brian Wigley

## Foreign Members
- Karl Frank Austen
- Peter Goldreich
- Jane Lubchenco
- Elliot Meyerowitz
- Michele Parrinello